# 3425 Hurukawa
3425 Hurukawa eller 1929 BD är en asteroid i huvudbältet, som upptäcktes 29 januari 1929 av den tyske astronomen Karl Wilhelm Reinmuth i Heidelberg. Den har fått sitt namn efter den japanska astronomen Kiichiro Hurukawa.
Asteroiden har en diameter på ungefär 21 kilometer och den tillhör asteroidgruppen Eos.